# Szamil Zubajrow
Szamil Zubajrow (ur. 1 maja 1997) – azerski zapaśnik walczący w stylu wolnym. Zajął jedenaste miejsce na mistrzostwach świata w 2019.
Piąty na mistrzostwach Europy w 2021. Piąty w indywidualnym Pucharze Świata w 2020.
Mistrz świata U-23 w 2018. Pierwszy na ME U-23 w 2018 i trzeci w 2019. Trzeci na MŚ juniorów w 2016 i 2017. Mistrz Europy juniorów w 2016 i 2017; trzeci w 2015. Trzeci na ME kadetów w 2014 roku.